# 52 ق هـ
السنة الثانية والخمسين قبل الهجرة النبوية.

## مواليد
- 12 ربيع الأول - الموافق 11 ابريل 572 -محمد بن عبد الله، نبي الإسلام.